# Intel i486

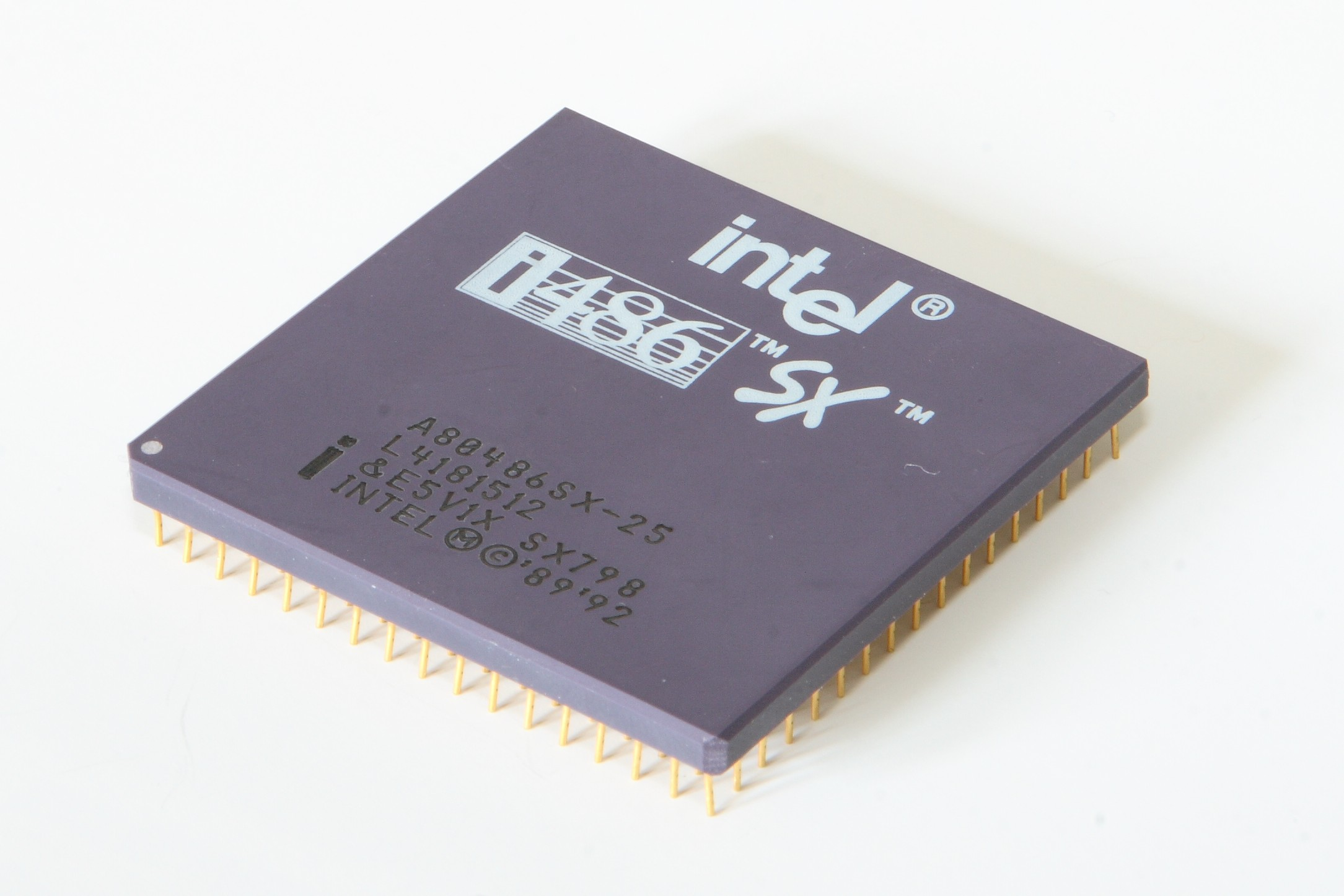
Intel i486SX mit 25 MHz

Der Intel i486 oder Intel 80486 war ein x86-Prozessor mit 32-bit-Architektur, den Intel 1989 als Nachfolger des i386 veröffentlichte. Er war der erste Prozessor der 80486-Generation auf dem Markt. Der häufig „486er“ (gesprochen Viersechsundachtziger) genannte Prozessor wurde auch von AMD in Lizenz gefertigt und als Am486 verkauft. Die Taktfrequenzen des i486 betrugen 20 MHz (i486SX) bis 100 MHz (i486DX4). Nachfolger war der Intel-Pentium-Prozessor.
Die 80486-Generation dominierte den Markt der Personal Computer von ungefähr 1992 bis 1995. Anfangs waren die mit dem i486 ausgestatteten Computer sehr teuer und kosteten umgerechnet etwa 6.000 Euro und mehr. Sie waren somit für den normalen Anwender bis etwa 1992 kaum erschwinglich. 
Der i486 ist ein Prozessor, der in seinen ersten Baumustern noch ohne aktive Kühlung und bei entsprechend dimensionierter Gehäuselüftung sogar ohne passiven Kühlkörper auskommt (i486DX-33). 
Ein typisches System dieser Zeit hatte zum Beispiel ein 120-MB-Festplattenlaufwerk, 4 MB Arbeitsspeicher, eine VGA-Grafikkarte und als Betriebssystem MS-DOS 5.0 mit Microsoft Windows 3.1 als grafischer Benutzeroberfläche.
Wesentliche Änderungen gegenüber dem Vorgänger i386 waren der verbesserte innere Aufbau (die meisten Befehle wurden in 40 % bis 50 % der Zyklen eines 386er abgearbeitet), 
der integrierte Level-1-Cache und der schnellere Speicherzugriff – ein Speicherzugriff dauerte, wenn nicht gebremst, nur noch 1 Takt, anstatt 2 Takte, wie beim 80286 und i386, oder 4 Takte beim 8086. Dazu kam noch die integrierte Gleitkomma-Recheneinheit, die bei späteren SX-Versionen nicht genutzt werden konnte.
Ein mit 33 MHz getakteter i486 war bei Ganzzahlberechnungen reichlich doppelt so schnell wie ein gleichgetakteter i386. Bei Gleitkommaberechnungen, die die Gleitkommaeinheit (floating point unit, FPU) nutzten, änderte sich der Vorteil noch einmal deutlich, da der i386 keine integrierte FPU besaß. Die Gleitkommaeinheit auf dem i486 war pro Takt deutlich schneller als ein beim i386er extern angebundenen i387-Koprozessor.

## Allgemeine Modelle
Der i486 hat selbst keinen Level-2-Cache. Der Level-2-Cache sitzt wie beim i386 auf der Hauptplatine.
Die Größe des Level-2-Caches und dessen Parameter hängen von der Hauptplatine, dem verwendeten Chipsatz und der tatsächlichen Cache-Bestückung ab (üblich waren DIP-Sockel, in die fünf oder neun SRAM-Module zu stecken waren). Üblich waren 32, 64, 128, 256 oder selten 512 kB Level-2-Cache.

### i486DX
- Codename: P4
- L1-Cache: 8 KiB
- Sockel 486, Sockel 1, Sockel 2, Sockel 3 mit einem Front Side Bus von 16, 25, 33 oder 50 MHz
- Betriebsspannung (Kernspannung): 5 V
- Erscheinungsdatum: 1989
- Fertigungstechnik: CHMOS IV mit 1,0 µm
- Gehäuse: CPGA-168, TQFP-176 und PQFP-196
- Die-Größe: 81 mm² bei 1,2 Mio. Transistoren
- Taktfrequenzen: 25, 33 oder 50 MHz

### i486SX
Der i486SX ist ein i486 ohne bzw. mit abgeschalteter FPU. Auf diese Weise konnte Intel auch Prozessoren mit defekter Gleitkommaeinheit noch als preiswerte Alternative verkaufen, statt sie entsorgen zu müssen.
- Codename: P4S / P23
- L1-Cache: 8 KiB
- Sockel 486, Sockel 1, Sockel 2, Sockel 3 mit einem Front Side Bus von 16, 20, 25 oder 33 MHz
- Betriebsspannung (Kernspannung): 5 V
- Erscheinungsdatum: September 1991
- Fertigungstechnik: CHMOS IV mit 1,0 µm
- Die-Größe: 66 mm² bei 1,185 Mio. Transistoren
- Gehäuse: CPGA-168, TQFP-176, PQFP-132, PQFP-196 und PQFP-208
- Taktfrequenzen: 16, 20, 25 oder 33 MHz

### i486DX2
Das DX2 in der Bezeichnung bezieht sich auf die Verdopplung des internen CPU-Taktes gegenüber dem Takt des Front Side Bus. Ein DX2-66 hatte also intern 66 MHz Taktrate bei einer externen Taktrate von 33 MHz.
- L1-Cache: 8 KiB (write-through, write-back)
- Sockel 486, Sockel 1, Sockel 2, Sockel 3 mit einem Front Side Bus von 20, 25 oder 33 MHz
- Betriebsspannung (Kernspannung): 5 V, 3,3 V
- Erscheinungsdatum: März 1992
- Fertigungstechnik: CHMOS V mit 0,8 µm
- Die-Größe: 76 mm² bei 1,2 Mio. Transistoren
- Gehäuse: CPGA-168, TQFP-176 und PQFP-208
- Taktfrequenzen: 40, 50 oder 66 MHz

### i486GXSF (FA80486GXSF33)

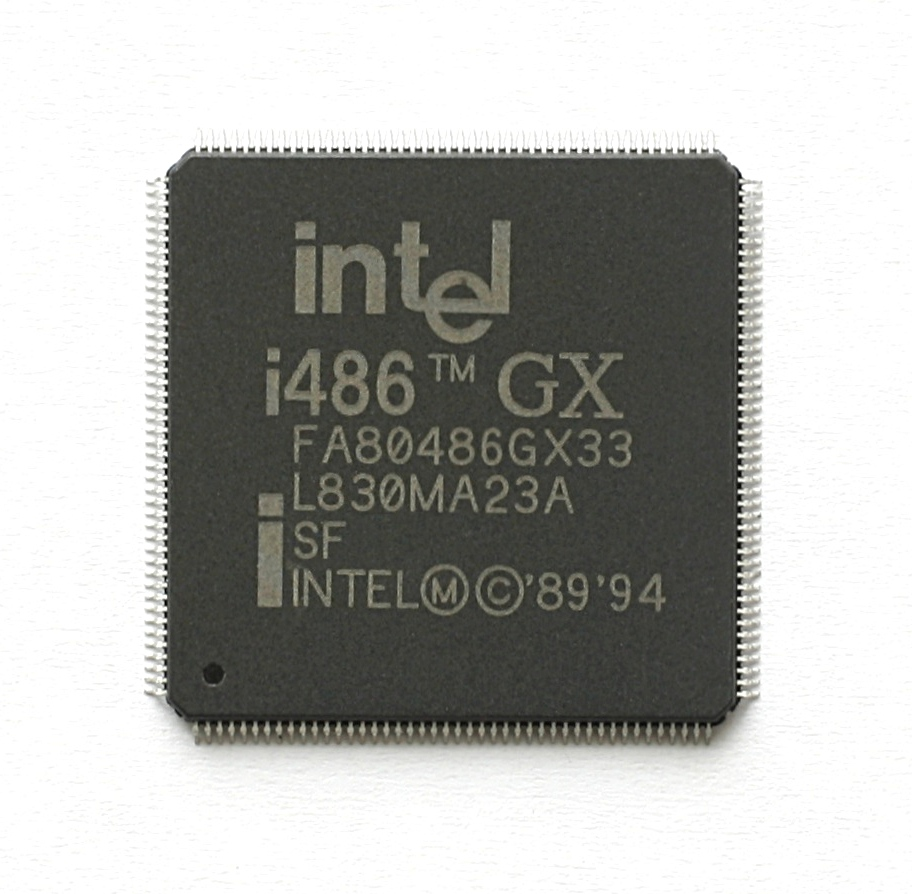
i486GXSF

Der i486GX ist ein Prozessor für eingebettete Systeme. Eingesetzt werden kann der Prozessor durch seinen sehr geringen Energieverbrauch in batteriebetriebenen Geräten. Von der Ausstattung her entspricht er in etwa, abgesehen vom externen 16 bit breiten Datenbus, einem i486SX.
- L1-Cache: 8 KiB (write through)
- Datenbus: 16 bit
- Betriebsspannung (Kernspannung): 2,0 V bis 2,7 V
- Betriebsspannung E/A: 3,3 V
- Erscheinungsdatum: ?
- Fertigungstechnik: ?
- Die-Größe: ? mm² bei ? Mio. Transistoren
- Gehäuse: TQFP-176
- Taktfrequenzen:
  - 00 MHz (Stop-Clock-Modus, interne Register sind als statische RAM-Zellen ausgeführt)
  - 16 MHz ab 2,0 V (VCore)
  - 20 MHz ab 2,2 V (VCore)
  - 25 MHz ab 2,4 V (VCore)
  - 33 MHz ab 2,7 V (VCore)

### i486SX2
- L1-Cache: 8 KiB

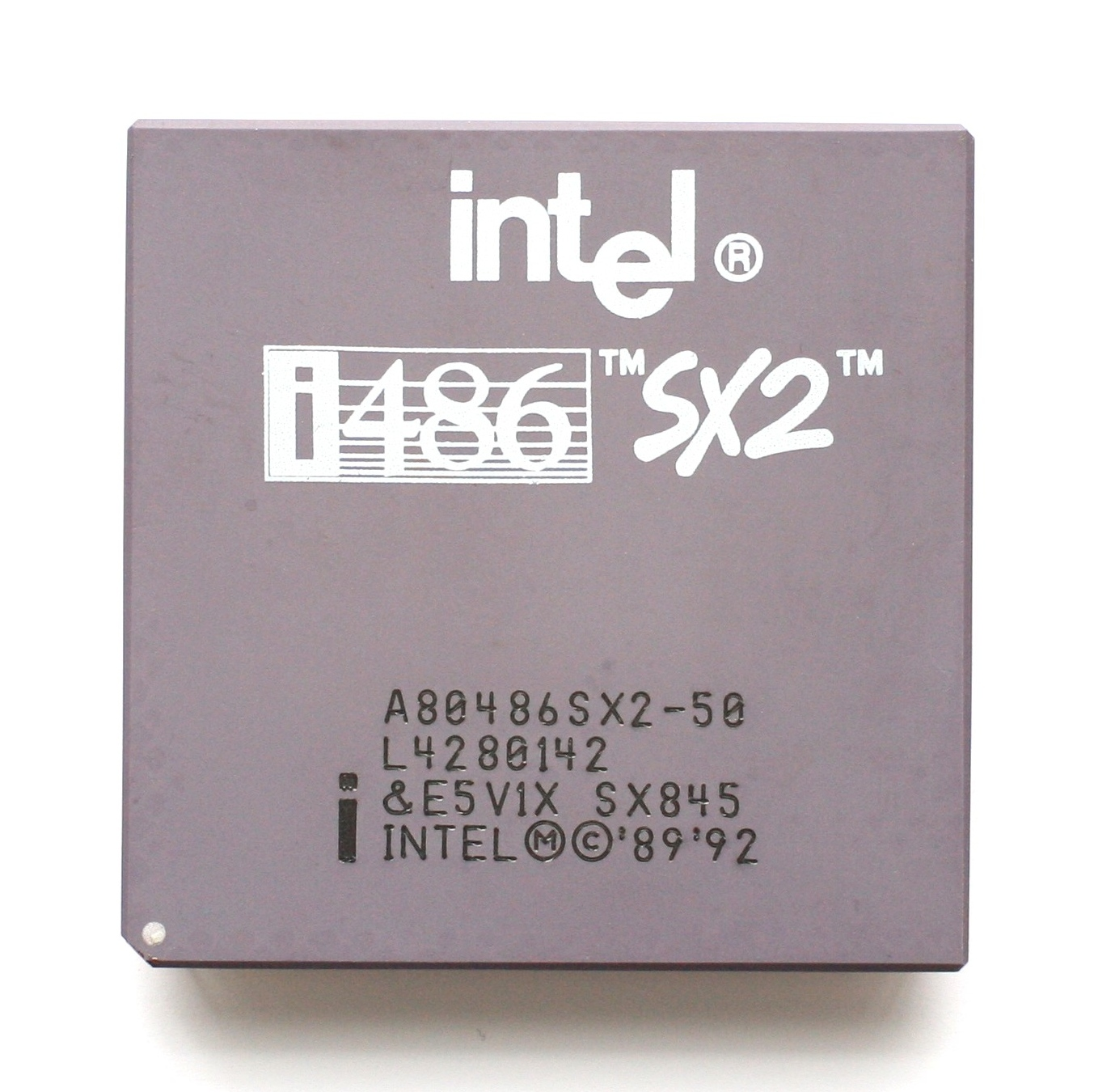
Intel i486SX2-50

- Sockel 486, Sockel 1, Sockel 2, Sockel 3 mit einem Front Side Bus von 25 oder 33 MHz
- Betriebsspannung (VCore): 5 V
- Erscheinungsdatum: ?
- Fertigungstechnik: ?
- Die-Größe: ? mm² bei 0,9 Mio.[3] Transistoren
- Gehäuse: CPGA-168
- Taktfrequenzen: 50 oder 66 MHz

### Intel DX4
Das DX4 in der Bezeichnung bezieht sich auf die Verdreifachung des internen Prozessortakts gegenüber dem Front-Side-Bus-Takt (ein ursprünglich vorgesehener DX3 mit einem Multiplikator 2,5 kam nie auf den Markt). Ein DX4-100 hatte intern 100 MHz Taktrate bei einer externen Taktrate von 33 MHz.
- L1-Cache: 16 KiB (Write-Through, Write-Back)
- Sockel 3 mit einem Front Side Bus von 25 und 33 MHz
- Betriebsspannung (VCore): 3,3 V
- Erscheinungsdatum: März 1994
- Fertigungstechnik: 0,6 µm
- Die-Größe: 81 mm² bei 1,6 Mio. Transistoren
- Gehäuse: CPGA-168 und SQFP-208
- Taktfrequenzen: 75 oder 100 oder 120 MHz

### i486SL(-NM)

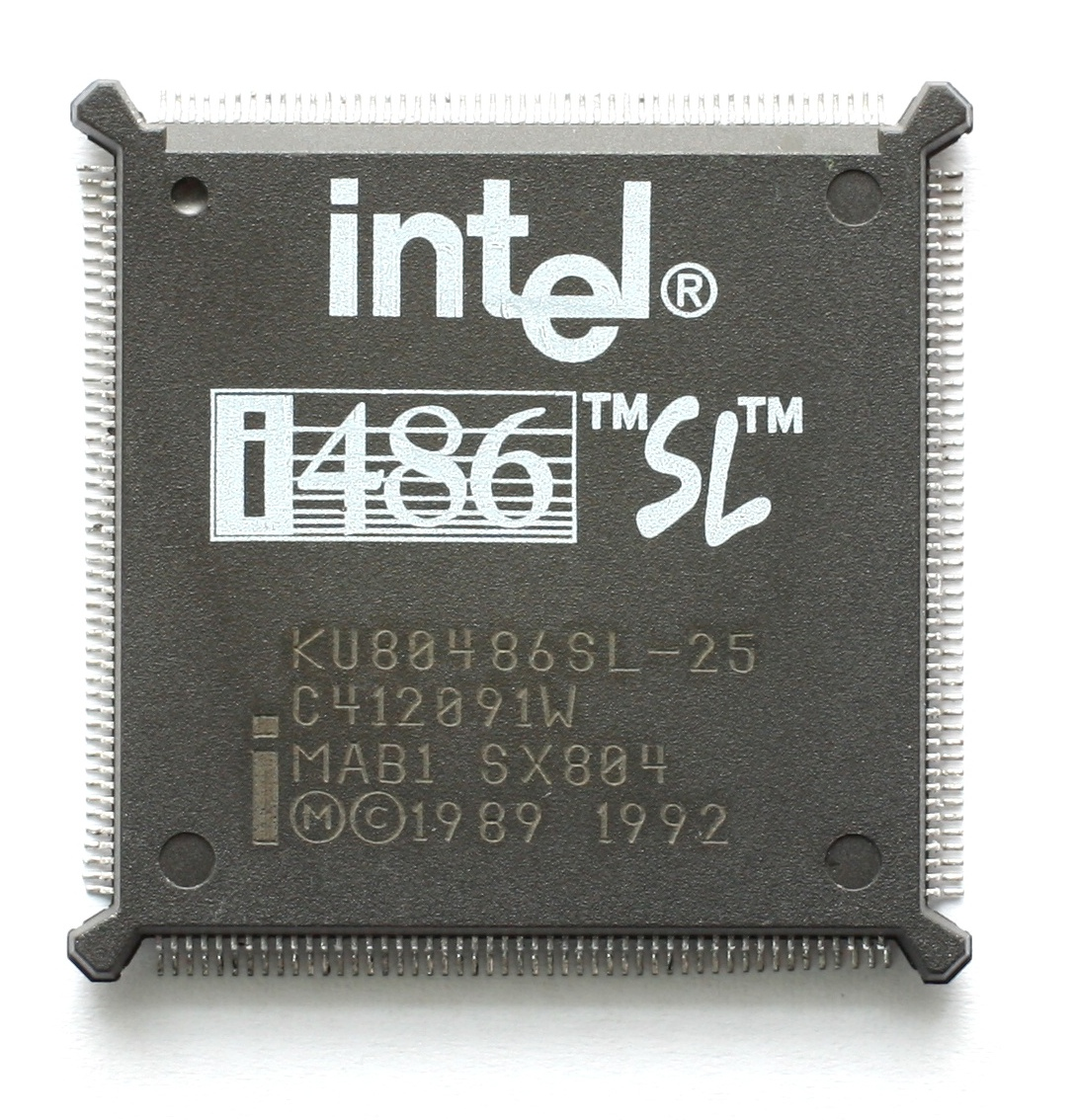
Intel i486-SL mit 25 MHz

Diese stromsparenden Varianten der i486er wurden oft in günstigen Notebooks eingesetzt, die nicht viel Leistung benötigten. Man kann beide Prozessoren als erste Notebookprozessoren bezeichnen, da sie speziell dafür gefertigt wurden. Allerdings stellte Intel erst mit dem Pentium MMX Tillamook viele Jahre später wieder einen speziellen Notebookprozessor vor.
- L1-Cache: 8 KiB
- FPU: ja, außer i486SL-NM
- Sockel 3 mit einem Front Side Bus von 20, 25 oder 33 MHz
- Betriebsspannung (VCore): 3,45 V
- Erscheinungsdatum: 1992
- Fertigungstechnik: ?
- Gehäuse: PQFP-132
- Taktfrequenzen: 20, 25 oder 33 MHz

## Sondermodelle

### i486 Overdrive
Ein Intel-i486-Overdrive-Prozessor ist zum Aufrüsten von existierenden 80486-Systemen gedacht und ist eine spezielle Version der jeweiligen i486DX2-, i486SX2- und Intel DX4-Prozessoren.
Damit diese Overdrive-Prozessoren in der älteren Systemumgebung lauffähig sind, besitzen sie eine vorgegebene Taktvervielfachung und ignorieren die externen Einstellungen des Multiplikators. Außerdem funktionieren sie grundsätzlich mit 5 Volt Versorgungsspannung. Im Fall der Overdrive-Version des Intel DX4 befindet sich auf der Prozessoroberfläche ein Gleichspannungswandler, der die notwendige Kernspannung von 3,3 Volt aus der vorhandenen 5-Volt-Speisung generiert.
Der erste Overdrive-Prozessor ist ein im Mai 1992 vorgestellter i486DX2, der in einer i486SX-Hauptplatine betrieben werden kann. Somit kann ein solches System mit einer Gleitkommaeinheit nachgerüstet werden, die dem i486SX fehlt. Darauf folgend wurden die übrigen Varianten des i486 als Overdrive-Prozessoren angeboten.

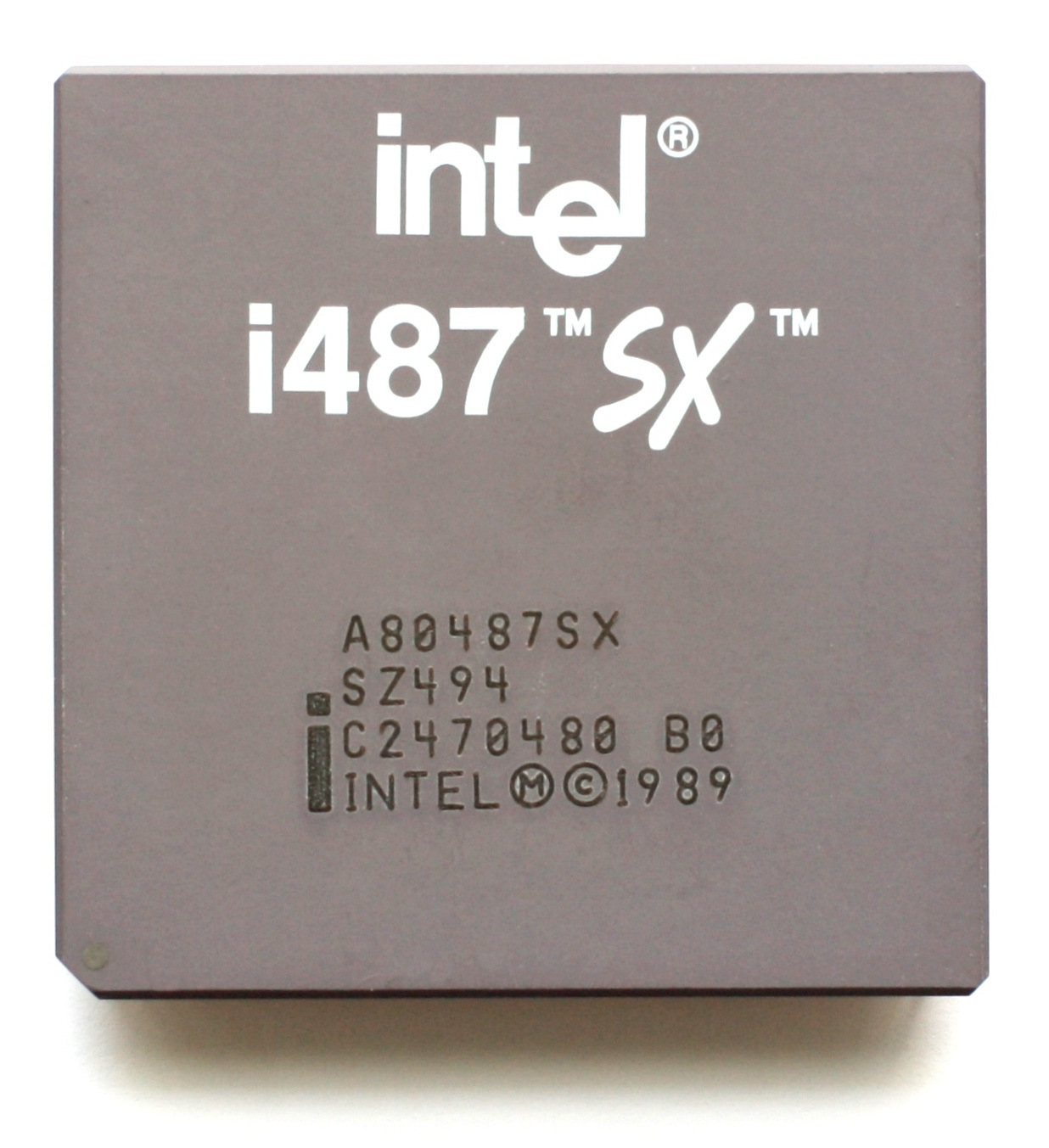
Intel i487SX

### i487
Der i487 (Codename: P32S / P23N) wurde analog zum Intel 8087 und seinen Nachfolgern 80287 und 80387 als x87-Koprozessor für die i486SX-Prozessoren verkauft. Allerdings war der i487 kein Koprozessor, sondern ein i486DX mit leicht veränderten Anschlüssen. Der i487 deaktivierte den i486SX und übernahm alle Prozessor-Funktionen im Rechner. Dafür hatte der i487 im Vergleich zum i486DX einen zusätzlichen Pin, der außerdem die eigenständige Nutzung des i487 als vollwertigen i486DX verhinderte.